# Reinhold Maier
Reinhold Maier, född 16 oktober 1889 i Schorndorf, kungariket Württemberg, död 19 augusti 1971 i Stuttgart, Baden-Württemberg, tysk politiker (DDP och FDP/DVP), ministerpresident i Baden-Württemberg 1952-1953
Reinhold Maier var den första ministerpresidenten i Baden-Württemberg. Han hade dessförinnan varit ministerpresident i Württemberg-Baden 1946-1952.